# Håkon Eiriksson

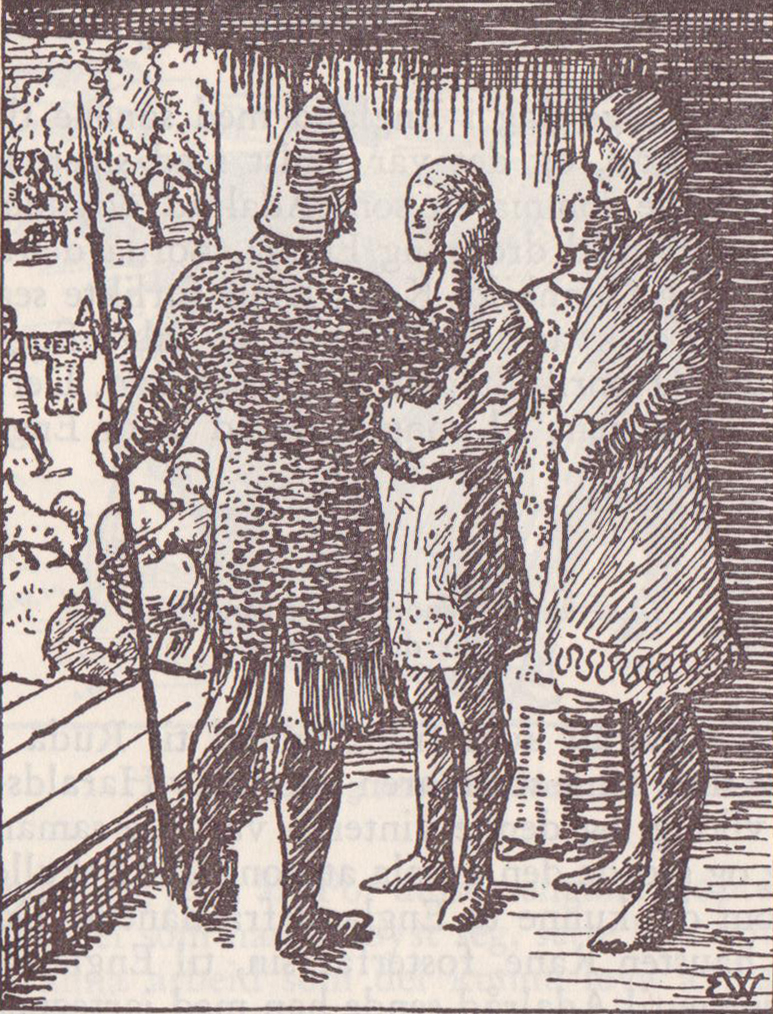
Jarl Eirik Håkonsson mit seinem Sohn Håkon, Zeichnung von Erik Werenskiold in der Heimskringla

Der Ladejarl Håkon Eiriksson (* 995; † 1029) war von 1012 bis 1015 Vizekönig von Norwegen unter dem dänischen König Sven Gabelbart, der sein Großvater war.

## Herkunft
Jarl Hakon Eiriksson stammte aus dem Haus der Herrscher des Kleinkönigreiches Tröndelag (norwegisch: Trøndelag), das im östlichen Teil von Trondheim in Nordnorwegen gelegen war. Der erste Jarl von Lade war Jarl Hákon Grjótgarðsson, der nach der „Heimskringla“  der Sohn und Erbe von Grjotgard Herlaugsson König von Tröndelag war und um 900 in der Schlacht von Fjaler im Sunnfjord in Westnorwegen fiel.
Seine Eltern waren der Ladejarl Erik Håkonsson (um 964 – um 1024) und dessen Frau Gyda, die eine Tochter von Sven Gabelbart war. Damit war Håkon ein Neffe von Knut dem Großen. Er war der letzte männliche Vertreter der Ladejarle, die eines der drei führenden Geschlechter Norwegens zur Zeit der Reichseinigung war.

## Leben
Die erste Erwähnung Håkons betrifft ein Treffen mit Olav II., der gerade aus England gekommen war, 1015 in Fjaler. Das Treffen wird in den Quellen unterschiedlich beschrieben. Der Skalde Sigvat schildert das Treffen als einvernehmliche Aussprache über die künftige Rolle Olavs und Håkons in Norwegen. Snorri dagegen schildert in seiner Heimskringla, dass die erste Begegnung durchaus feindselig war und mit einer vorübergehenden Gefangennahme Håkons endete. Er sei nur gegen das Versprechen freigekommen, das Land zu verlassen und nicht mehr zurückzukehren. Håkon fuhr nach England und wird dort in vielen englischen Dokumenten erwähnt. Dort wird er „dux“ genannt, was dem Jarlstitel entspricht. Er herrschte über Teile von Mercia. Wahrscheinlich folgte er König Knut 1025 / 1026 nach Dänemark und nahm an der Schlacht am Helgeå teil.
In der zweiten Hälfte der 1020er Jahre versuchte Håkon, die Herrschaft über Norwegen zurückzugewinnen. Es gelang ihm, über seine verwandtschaftlichen Beziehungen in Norwegen König Olav so in Bedrängnis zu bringen, dass dieser 1028 aus Norwegen flüchten musste. König Knut wurde als Oberkönig in Norwegen angenommen, hielt sich aber meist in England auf und übertrug die Herrschaft auf Håkon als Jarl. Håkon fuhr 1029 nach England, wahrscheinlich um die Nichte Knuts Gunnhild zu heiraten. Auf der Rückreise ist Håkon auf See verschollen.